# Yoreli Rincón
Hazleydi Yoreli Rincón Torres (* 27. Juli 1993 in Piedecuesta, Santander) ist eine kolumbianische Fußballnationalspielerin.

## Karriere

### Verein
Rincón begann ihre Karriere beim FC Nantes Club La Manga und schloss sich noch in der Jugend Estudiantes Tolima an. Hier spielte sie schon im Kindesalter von 12 Jahren in der ersten kolumbianischen Liga. 2007 gewann sie dann mit ihrem Verein Tolima den Nationalen Titel. Nach drei Jahren mit Tolima wechselte Rincón zu CD Inter de Bogotá. Im Jahr 2010 verließ sie für ihr Studium ihre Heimat und ging an die Indiana University. Hier spielte Rincón in der Fußballmannschaft der Hoosiers, bevor sie im Jahr 2011 kurz vor der Frauen-Fußball-WM in ihre Heimat Kolumbien zurückkehrte. Im Frühjahr 2011 unterschrieb sie beim CD Gol Star einen Vertrag. Nach zwei Jahren für Gol Star, wechselte sie im Januar 2013 zu LdB FC Malmö in die schwedische Damallsvenskan. Rincón gab am 20. März 2013 ihr Debüt für LdB FC Malmö in der UEFA Women’s Champions League gegen Olympique Lyonnais.
Im März 2014 nahm sie an einem Probetraining der Western New York Flash teil, es kam jedoch zu keiner Verpflichtung und Rincón wechselte stattdessen für eine Saison zum W-League-Teilnehmer New Jersey Wildcats. Ende Dezember 2014 unterschrieb sie einen Vertrag beim italienischen Erstligisten ASD Torres Calcio, von dem sie im Sommer 2015 zum norwegischen Erstligisten Avaldsnes IL wechselte.
Nach nur neun Pflichtspieleinsätzen für den brasilianischen Club EC Iranduba im ersten Halbjahr 2019, wechselte Rincón zurück nach Kolumbien zu Atlético Junior.

### Nationalmannschaft
Rincón spielt seit 2010 als Mittelfeldspielerin in der Kolumbianischen Fußballnationalmannschaft der Frauen und verhalf der Mannschaft mit fünf Toren zum zweiten Platz bei der Sudamericano Femenino 2010 hinter Brasilien. Sie war auch an der ersten Qualifikation ihres Teams für die Fußball-Weltmeisterschaft der Frauen beteiligt. Rincón nahm zuvor für Kolumbien an der U-17-Fußball-Weltmeisterschaft der Frauen 2008 in Neuseeland und an der in Deutschland stattgefundenen U-20-Fußball-Weltmeisterschaft der Frauen 2010 teil. Im Juni wurde sie in den endgültigen Kader für die Fußball-Weltmeisterschaft der Frauen 2011 in Deutschland berufen. Sie kam in zwei WM-Spielen zum Einsatz, schied aber mit ihrem Team als Gruppenletzter in der Vorrunde aus.

## Erfolge
- Copa Libertadores: 2018
- Kolumbianische Meisterin: 2018